# Palazzo Giulio Sale
Il palazzo Giulio Sale, anche conosciuto come palazzo Brignole Sale, è un edificio sito in piazza Embriaci al civico numero 5 nel centro storico di Genova. L'edificio fu inserito nella lista dei palazzi iscritti ai Rolli di Genova.

## Storia e descrizione
Originariamente identificato come domus con torre (oggi Torre Embriaci) della famiglia Embriaci, il palazzo venne ceduto ai Cattaneo (1514) quando il ceppo originario, mitico erede delle imprese crociate, non aveva più l'autorevolezza di Guglielmo Embriaco conquistatore di Gerusalemme.
Nel 1583 è acquistato da Giulio Sale, marchese di Groppoli, che lo ristruttura due anni dopo, secondo i canoni contemporanei. Nel 1606 si rende necessario un intervento per formare un'ala su via Mascherona. Dopo il 1607 il palazzo passa al genero, Giovanni Francesco Brignole Sale (doge della Repubblica di Genova nel 1635 - 1637), che vi apporta le trasformazioni leggibili nella fisionomia attuale. 
Oltre ad una quadratura esterna, di cui rimangono pochi segni, vi sarebbero ancora affreschi attribuiti a Giovanni Andrea Ansaldo Sansone e Dalila, Sansone abbatte il Tempio, Ester dinnanzi ad Assuero.
Nel 1616 si verifica il primo intervento di sopraelevazione, a partire dal 1680 inizia il progressivo declino della costruzione che rimane ai Brignole Sale fino al 1869, anno in cui passa ai Melzi d'Eril per eredità.
Dell'impianto originario sono tuttora visibili l'atrio di ingresso con volta a padiglione lunettato al piano terra e lo scalone voltato a crociera che conduce al piano nobile.
L'elemento più monumentale è la torre del XII secolo, che ha subito interventi di accorpamento in epoca cinquecentesca, lavori di restauro nel 1926 (Orlando Grosso) e anche bruciature di saette, pur essendo fra le poche, molto connotate politicamente, salvate dai periodici cambi di governo. Oggi il palazzo, posto sulla collina di Castello, risulta frazionato in numerose unità abitative.